# HMS Monmouth (F235)
La HMS Monmouth (F235) fue una fragata Tipo 23 de la Royal Navy comisionada en 1993 y fue puesta fuera de servicio en junio de 2021.

## Construcción
Construida por Yarrow, fue puesta en gradas en 1989, botada en 1991 y asignada en 1993.

## Historia de servicio
En 1998 la fragata HMS Monmouth participó de la Operación Resilient en Guinea; y en 2012 participó de la Operación Kipion en el golfo Pérsico.